# Abudefduf hoefleri
Abudefduf hoefleri är en fiskart som först beskrevs av Steindachner, 1881.  Abudefduf hoefleri ingår i släktet Abudefduf och familjen Pomacentridae. Inga underarter finns listade i Catalogue of Life.